# Damodaragupta
Damodaragupta (VIII secolo – VIII secolo) è stato un poeta indiano.
Autore di varie opere di cui la più conosciuta è Kuttanimata, che mette in guardia i lettori dalle profferte delle prostitute dell'epoca, inserendo aneddoti moraleggianti e tradizionalistici, descritti con un registro linguistico ricercato.